# Lamberto Avellana

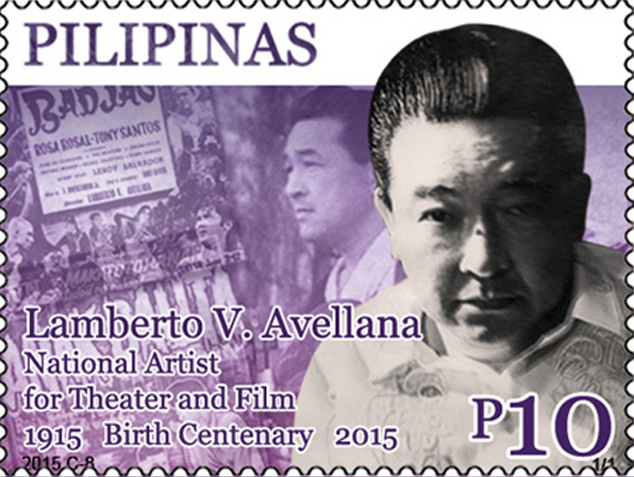
Lamberto Avellana

Lamberto "Bert" V. Avellana (Bontoc, 12 februari 1915 - 25 april 1991) was een prominent Filipijns film- en toneelregisseur. Avellana won tweemaal de FAMAS Award voor beste regisseur en werd in 1976 uitgeroepen tot nationaal kunstenaar van de Filipijnen in de categorie Theater en Film. Avellana wordt ook wel de "Boy Wonder of Philippine Movies" genoemd.

## Biografie
Avellana werd geboren op 12 februari 1915 in Bontoc, Mountain Province. Het was tijdens zijn studietijd aan de Ateneo de Manila, dat zijn levenslang durende interesse in theater zou ontstaan. Na zijn afstuderen gaf hij les aan de Ateneo. In 1939 richtte Avellana samen met zijn vrouw Daisy de Barangay Theater Guild op. De theatergroep met leden als Leon Maria Guerrero en Raul Manglapus speelde toneelstukken, zowel op toneel als op televisie (bijvoorbeeld Macbeth in Black). De theatergroep werd echter het meest bekend met hun opvoering van het toneelstuk a Portrait of the Artist as Filipino (1951), geschreven door nationaal kunstenaar Nick Joaquin. Het stuk gaat over twee zussen en hun vader, een uitmuntend kunstenaar, in de wijk Intramuros vlak voor de uitbraak van de Tweede Wereldoorlog. Hoewel het stuk in latere jaren nog vele malen werd uitgevoerd, wordt de oorspronkelijk uitvoering door de Barangay Theater Guild nog steeds beschouwd als de meest gezaghebbende.
Het was Carlos P. Romulo, de toenmalige president van Philippine Films, die hem na het aanschouwen van diverse uitvoeringen van zijn theatergroep, aanmoedigde ook films te gaan regisseren. Zijn debuutfilm was de Sakay (1939), een biopic over Macario Sakay, een revolutionair uit het begin van de 20e eeuw. Sakay werd door film critici en journalisten tot beste Filipijnse film van 1939 uitgeroepen. Na Sakay volgden nog tientallen andere films. In totaal regisseerde Avellana meer dan 70 films in zijn zes decennia durende carrière. De films Anak Dalita (1956) en Badjao (1957), kunnen gezien worden als hoogtepunten in zijn carrière. Anak Dalita won de prijs voor beste film op het Asia-Pacific Filmfestival van 1956 en was een realistisch portret van het leven van arme Filipino's kort na de Tweede Wereldoorlog. Badjao was een romantische film over de Badjao, een volk van zeenomaden uit Mindanao. De film leverde Avellana de prijs voor beste Aziatische regisseur op. Diverse films van Avellana werd ook internationaal uitgebracht. Zijn film Kandelerong Pilak was als eerste Filipijns film te zien op het Filmfestival van Cannes. Enkele van de internationaal uitgebrachte films van Avellana waren Sergeant Hasan (1967), Destination Vietnam (1969), en The Evil Within (1970).
Lamberto Avellana overleed in 1991 op 77-jarige leeftijd. Hij was vanaf 1938 tot zijn dood getrouwd met Daisy Hontiveros, die net als Lamberto werd benoemd tot nationaal kunstenaar. Samen kregen ze vier kinderen: Marijo (overleed op jonge leeftijd), Jose Mari, Ivi en Bating en kreeg met haar vier kinderen. Hun zoon Jose Mari Avellana was net als zijn ouders actief als film- en toneelacteur en -regisseur.